# ستيفن رايت (كاتب)
ستيفن رايت (بالإنجليزية: Stephen Wright)‏ (17 أغسطس 1946، وارن في الولايات المتحدة)؛ روائي أمريكي.